# Sistema nerviós parasimpàtic

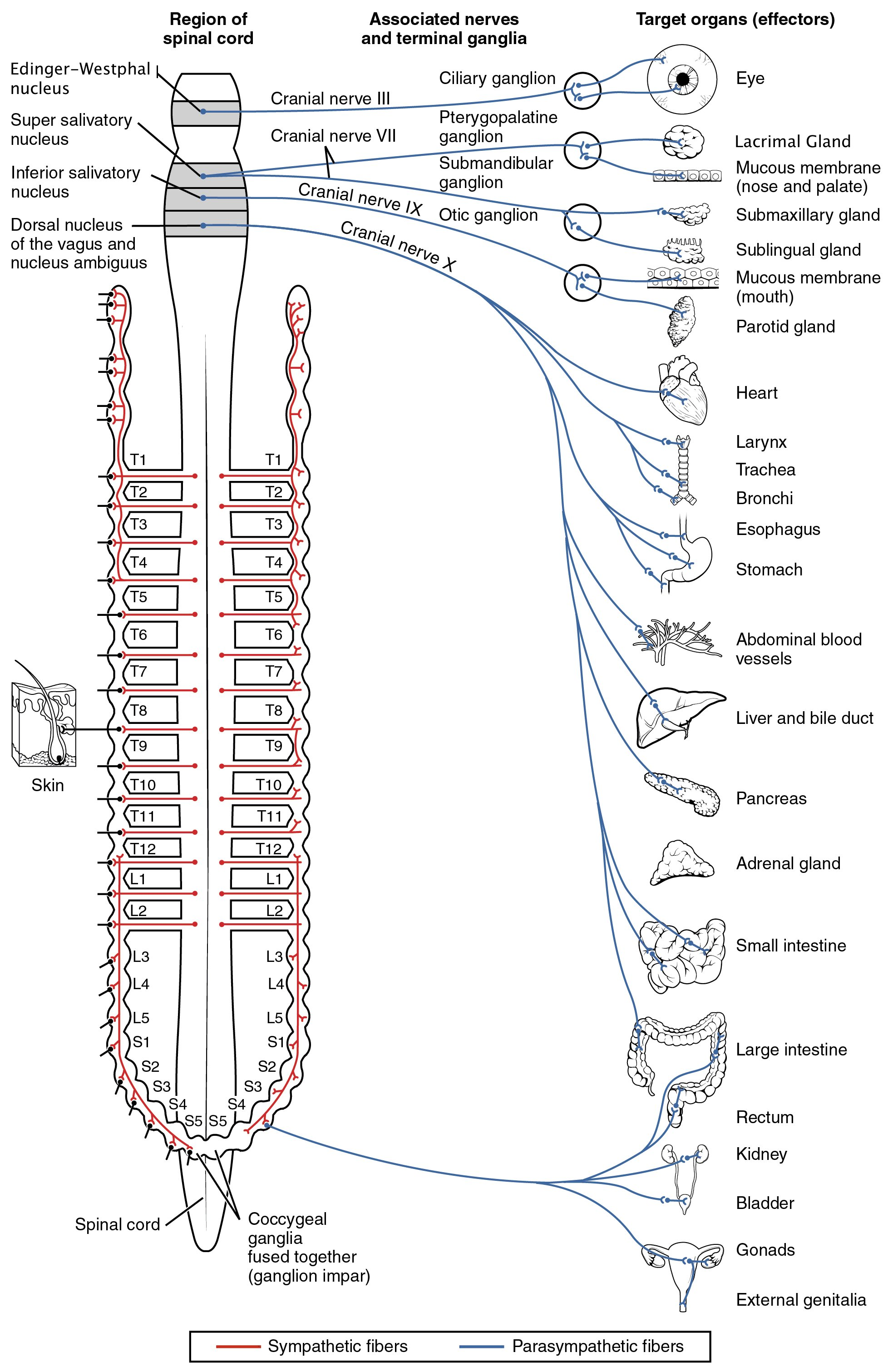
Connexions simpàtiques (vermell) i parasimpàtiques (blau)

El sistema nerviós parasimpàtic (SNP) és una divisió del sistema nerviós autònom (SNA), juntament amb el sistema nerviós simpàtic (SNS) i el sistema nerviós entèric (SNE). El SNA és una subdivisió del sistema nerviós perifèric (SNP). El SNA envia fibres a tres teixits: múscul cardíac, múscul llis o teixit glandular. Aquesta estimulació, simpàtica o parasimpàtica, és per controlar la contracció del múscul llis, regular el múscul cardíac, o estimular o inhibir la secreció glandular. Les accions del sistema nerviós parasimpàtic es pot resumir com "el descans i la digestió" (en contraposició a la «lluita-o-fugida» del sistema nerviós simpàtic). També és tot el contrari per al sistema nerviós simpàtic.
El sistema nerviós vegetatiu o autònom actua sobre les funcions bàsiques de l'organisme que es duen a terme de manera involuntària, inconscient i automàtica, raó per la qual el cervell no hi té cap domini; en són exemples el batec del cor, el moviment dels pulmons o les secrecions glandulars. Tot i que té un control involuntari, algunes d'aquestes funcions poden estar influenciades per una activitat voluntària i conscient de neuroanatomia